# Bìm nước
Bìm nước hay còn gọi lìm kìm, rau kìm (danh pháp khoa học: Aniseia martinicensis) là một loài thực vật có hoa trong họ Bìm bìm. Loài này được (Jacq.) Choisy mô tả khoa học đầu tiên năm 1837.